# 屈埃布里
屈埃布里（法語：Cuébris）是法国滨海阿尔卑斯省的一个市镇，属于尼斯区（Nice）罗屈埃斯特龙县（Roquesteron）。该市镇2009年时的人口为172人。

## 人口
屈埃布里人口变化图示
| 数据来源：INSEE |